# (5444) Gautier
(5444) Gautier (1991 PM8) – planetoida z pasa głównego asteroid okrążająca Słońce w ciągu 3,67 lat w średniej odległości 2,38 j.a. Odkryta 5 sierpnia 1991 roku.